# Marianki (Karkonosze)
Marianki (niem. Marienstein) – grupa skalna w Karkonoszach, w Szklarskiej Porębie

## Położenie i opis
Marianki położone są w Szklarskiej Porębie - Marysinie. Leżą na wysokości około 700 m n.p.m., przy ul. Uroczej.
Jest to zwarty, silnie spękany masyw wysokości 8 m, poprzecinany w trzech kierunkach szczelinami ciosu, typowego dla granitu karkonoskiego. Na górnej powierzchni występują kociołki wietrzeniowe („misy ofiarne”). Na skałce znajduje się tablica upamiętniająca XXV-lecie polskiego przewodnictwa turystycznego w Sudetach, umieszczona tam w 1970 roku. W pobliżu znajduje się dolna stacja kolei krzesełkowej na Szrenicę i amfiteatr.

## Nazwa
Nazwa pochodzi od imienia pierwszej osadniczki, uciekinierki z Czech, Marii Pluchovej, której dom miał stać w pobliżu skałek.

## Szlaki turystyczne
Niedaleko skałek przechodzi szlak turystyczny:
- żółty do schroniska „Pod Łabskim Szczytem”